# Ernst Fast
Ernst Robert Efraim Fast (Estocolmo, 21 de enero de 1881 - Husby-Ärlinghundra, 26 de octubre de 1959) fue un atleta sueco, especialista en carreras de larga distancia y maratones que corrió a finales del siglo XX.
En 1900 tomó parte en los Juegos Olímpicos de París, en la que ganó la medalla de bronce en la Maratón, al quedar por detrás de los franceses Michel Théato y Émile Champion.